# NGC 1633
NGC 1633 è una galassia a spirale barrata intermedia situata nella costellazione del Toro, a una distanza di circa 237 milioni di anni luce dalla nostra Via Lattea.

## Scoperta
La galassia è stata scoperta il 9 dicembre 1798 dall'astronomo britannico di origine tedesca William Herschel.

## Descrizione
NGC 1633 ha una classe di luminosità I-II e presenta una larga riga a 21 cm dell'idrogeno neutro.

## Supernova
Il 29 novembre 2010, all'interno di NGC 1633 è stata scoperta la supernova SN 2010kg da I. Nayak, S. B. Cenko, W. Li e A. V. Filippenko nel corso del programma LOSS (Lick Observatory Supernova Search) dell'Osservatorio Lick. La supernova è stata classificata di tipo Ia.

## Gruppo di NGC 1762
NGC 1633 fa parte del Gruppo di NGC 1762, un raggruppamento che comprende almeno 27 galassie, tra cui IC 392, NGC 1590, NGC 1642, NGC 1691, NGC 1713, NGC 1719 e NGC 1762.